# Сан Ђенаро (Рим)
Сан Ђенаро је насеље у Италији у округу Рим, региону Лацио.
Према процени из 2011. у насељу је живело 38 становника. Насеље се налази на надморској висини од 289 м.